# Яницкий, Николай Фёдорович
Никола́й Фёдорович Яни́цкий (20 августа (1 сентября) 1891, Староконстантинов, Волынская губерния — 15 сентября 1979, Москва) — библиотечный деятель, книговед, библиограф, историк, географ, статистик, доктор географических наук, профессор, писатель.

## Биография
В 1909 году окончил 2-ю одесскую гимназию с золотой медалью, в том же году поступил на историческое отделение историко-филологического факультета Киевского университета имени святого Владимира.
В 1913 году Федор Яницкий (с сыном Николаем и дочерью Верой) постановлением Правительствующего сената признан в потомственном дворянском достоинстве с правом на внесение в дворянскую родословную книгу, в третью часть.
В 1914 году — окончил Киевский университет. В 1918—1919 годах работал в Киеве заведующим отделом статистики высших учебных заведений, преподавателем, приват-доцентом в Народном университете, политехникуме, на Высших вечерних женских курсах, Археологическом институте. В декабре 1919 года — переезжает в Одессу, а затем пароходом «Святой Николай» переезжает в Крым. С 1920 года работал в Таврическом университете Симферополя (до его закрытия красными), затем в местной кооперативной библиотеке, читал лекции красноармейцам запаса.
В конце 1920 года переехал в Москву по вызову О. Ю. Шмидта. С ноября 1920 года по май 1931 — директор Государственной центральной книжной палаты. В 1970 году занесен навечно в ее Книгу Почета.
В 1929 году — инициатор создания и первый ответственный редактор журнала «Библиография». В 1930 году — член редколлегии журнала «Библиотековедение и библиография».
В 1931—1932 годах — заместитель директора Ленинской библиотеки. С 1931—1936 годах — работал в Госплане РСФСР. В 1936—1963 годах — сотрудник Института географии Академии Наук СССР, преподаватель МГУ, Государственного института журналистики и других московских вузов.
С 1955 года — доктор географических наук. В 1956 году — профессор.
В 1970 году занесен навечно в Книгу Почета Государственной центральной книжной палаты.

## Семья

### Родители
Родился в семье врачей. Его отец — Фёдор Феодосьевич Яницкий — родился в семье священника Феодосия Ивановича Яницкого в селе Завалье, Подольской губернии. Фёдор Федосеевич Яницкий позднее стал генерал-полковником. Мать — Елизавета Львовна Гросман — родилась в местечке Городище, Черкасского уезда, Киевской губернии, в семье врача Одесского уездного училища Льва Моисеевича Гросмана.

### Братья и сёстры
В семье, кроме Николая, который был младший, было ещё трое детей. Двое из них умерли в детстве, их имена — неизвестны. Имя старшей сестры Николая — Вера Федоровна Яницкая (1889—1937), она была первой женой Отто Юльевича Шмидта.

### Жена
С 1915 года Николай в браке Елизаветой Федоровной Гордеенко (1894—1983).

### Дети
- Ирина Николаевна Яницкая (1917—1966) — биолог, преподаватель и переводчик немецкого языка АН СССР.
- Олег Николаевич Яницкий (1933—2020) — специалист в области американской и европейской социальной экологии, автор книг по социологии.

## Научная деятельность
В 20-х годах активно участвовал в реорганизации ГБЛ, Книжной палаты. Он содействовал формированию системы изданий государственной библиографии, организации книжных палат в союзных и автономных республиках СССР, в разработке единой методики библиографирования в государственных указателях. По его инициативе была осуществлена регистрация в Книжной летописи изданий на языках народов СССР. Он разрабатывал принципы системы обязательного экземпляра, занимался вопросами совершенствования статистики печати, составлял ежегодные статистические сборники. Он внёс значительный вклад в организацию международного книгообмена, укрепление связей отечественных и зарубежных книгоиздательских и библиотечно-библиографических учреждений.
Яницкий — автор и редактор свыше 50 трудов по проблемам книжного дела и библиографии.

## Труды
- Торговля пушным товаром в XVII в. : [Реферат из семинария проф. М. В. Довнар-Запольского] / Н. Яницкий. — Киев : тип. Имп. Ун-та св. Владимира, 1912. — [2], 33 с.; 25.
- Писцовая книга Бежецкой пятины Новгородской области 1564 года / Н. Ф. Яницкий. — Киев : тип. Имп. Ун-та св. Владимира, 1914. — [2], 15 с., 1 л. табл. : табл.; 25.
- Экономический кризис в Новгородской области XVI века : (По писцовым кн.) / Н. Яницкий / Киев : тип. Ун-та св. Владимира, 1915
- Книга в 1924 г. в СССР : [Сб. ст.] / Гос. центр. кн. палата; Под ред. Н. Ф. Яницкого. — Л. : «Сеятель» Е. В. Высоцкого, [192-?]. — 241 с. : табл.; 23 см.
- Электрификация СССР в пределах генерального плана
- Библиографическое дело [Текст] : сборник / под ред. Н. Ф. Яницкого. — Москва ; Ленинград : Гос. изд-во, 1927 (Ленинград : тип. им. Н. Бухарина). — IV, [3], 163 с.; 24×16 см.
- Теоретические вопросы экономического районирования [Текст] : [Сборник статей] / Акад. наук СССР. Ин-т географии; [Отв. ред. д-р геогр. наук Н. Ф. Яницкий] Москва : Изд-во Акад. наук СССР, 1962
- Яницкий Н. Ф. Врач Федор Феодосьевич Яницкий. Жизнь и деятельность. М., 1973